# Luua
Luua (tyska: Ludenhof) är en by i Estland. Den ligger i Palamuse kommun och landskapet Jõgevamaa, 140 km sydost om huvudstaden Tallinn. Luua ligger 88 meter över havet och antalet invånare är 298.
Runt Luua är det glesbefolkat, med 11 invånare per kvadratkilometer. Närmaste större samhälle är Jõgeva, 16 km nordväst om Luua. Omgivningarna runt Luua är en mosaik av jordbruksmark och naturlig växtlighet. Byn angränsar i öster till ån Amme jõgi och i väster till sjöarna Prossa järv och Pikkjärv.
I byn ligger en herrgård som uppfördes omkring 1519 av den balttyska adelsmannen Jürgen von Lude, vars efternamn gett upphov till det tyska namnet på byn. Nuvarande herrgårdsbyggnaden är från 1730-talet.
Trakten ingår i den hemiboreala klimatzonen. Årsmedeltemperaturen i trakten är 2 °C. Den varmaste månaden är juli, då medeltemperaturen är 18 °C, och den kallaste är februari, med −13 °C.